# Milo van Trier
Milo van Trier (circa 697 - circa 761) was bisschop van Reims en sinds circa 722 bisschop van Trier. 
Milo was de zoon en opvolger van bisschop Liutwin en de neef van bisschop Basinus. Zijn broer was Wido de stamvader van de Widonen, zijn zuster was vermoedelijk Rotrude van Trier, de eerste vrouw van Karel Martel. Milo van Trier was een trouw aanhanger van Karel Martel. 
Toen Karel Martel bisschop Rigobertus in 717 uit Reims verdreef, verving hij hem door Milo. Terwijl hij bisschop was leidde Milo een missie tegen de Vascones, de voorouders van de Basken. Tijdens zijn langdurig bewind verzamelde hij een groot deel van de rijkdom van zijn bisdom. Later werd hij ook bisschop van Trier.
Hij verzette zich lange tijd tegen zijn uiteindelijke afzetting als bisschop van Reims in 744 door Abel. Hij werd rond 761 bij een jachtongeval in het Meulenwald door een wild zwijn gedood. Milo van Trier ligt begraven in de Dom van Trier.

## Voetnoten
1. ↑  Kan ook tien jaar eerder of vijf jaar later zijn geweest
2. ↑  Liber aureus Epternacensis, Chronicon Epternacense auctore Theoderico monacho (= L. Weiland (ed.), Monumenta Germaniae Historica, Scriptores rerum Merovingicarum, XXIII, Hannover, 1874, p. 60).

- Gemeinsame Normdatei: 138419280
- Virtual International Authority File: 89963165

## Referentie
- (de)  A. Heinz, art. Milo, in Neue Deutsche Biographie 17 (1994), pp. 530-531. ISBN 3428001982